# تيم كونلون
تيم كونلون (بالإنجليزية: Tim Conlon)‏ هو رسام أمريكي، ولد في 7 أكتوبر 1974 في الإسكندرية في الولايات المتحدة.